# Курорты Литвы
Курорт (лит. kurortas) — населённый пункт в Литве, который располагает научно изученными и признанными целебными природными лечебными факторами — минеральными водами, лечебными грязями, благоприятным для здоровья микроклиматом, рекреационными зелёными насаждениями, водоёмами, и развитой специальной инфраструктурой, позволяющей использовать эти факторы в целях лечения, оздоровления, туризма и отдыха.
Статус курорта присвоен городам Бирштонас, Друскининкай, Неринга, Паланга.
Курортная территория (лит. kurortinė teritorija) — один или несколько населённых пунктов, либо их часть, в Литве, который располагает природными ресурсами, возможно, обладающие лечебными свойствами, и специальной инфраструктурой для их использования в целях оздоровления, туризма и отдыха.
Статус курортной территории присвоен городам Аникщяй, Тракай, Зарасай, Игналина, местечкам Каунасского районного самоуправления — Запишкис,  Качергине и Кулаутува, деревням Игналинского районного самоуправления — Палуше и Стригайлишкис.

## Деятельность
Основу курортной деятельности в Бирштонасе и Друскининкае составляют внутренние водоёмы и рекреационные леса. В Паланге — Балтийское море, пляжи, рекреационные леса, ботанический парк. В Неринге — Балтийское море, Куршский залив, пляжи и дюны, рекреационные леса.
В Бирштонасе, Друскининкае и Паланге на протяжении всего годы представлено реабилитационное санаторное лечение, косметические и оздоровительные услуги. Применяется санаторное расписание дня, диетическое питание, физкультура, минеральные ванны, души, компрессы лечебной грязи, климатотерапия, кинезитерапия, физиотерапия, ароматерапия, музыкальная терапия, медикаментозное лечение.
Действуют специализированные отделы, в которых лечат заболевания онкологического характера; пищеварительной, эндокринной, дыхательной, нервной и опорно-двигательной систем; болезни почек; занимаются восстановлением психически и физически истощённых пациентов. Лечебные грязи улучшают периферийное кровоснабжение, питание тканей, ускоряет исчезновение хронических воспалений, уменьшает аллергические реакции. Компрессы лечебной грязи используют для лечения заболеваний суставов, периферийной нервной системы и прочего.

## История
Лечебница минеральных вод к 1587 году действовала в Биржае, а с 1847 года была открыта и в Стаклишкес, однако, строения сгорели в 1857 году и не были восстановлены.
В конце XIX века люди прибывали на лечение в Бирштонас, Друскининкай и Палангу. В 1930 году в Панямуне на окраине парка им. Й. Басанавичюса учреждён санаторий общества борьбы с туберкулёзом им. К. Гринюса, летний еврейский детский лагерь, лечебница минеральных вод им. Й. Венскунаса, частный детский санаторий В. Туменене, санаторий Литовского Красного креста.
В 1932 году Министерство внутренних дел инициировало и приняло закон о курортах. В 1933 году было 10 курортных мест: Аникщяй, Берчюнай, Бирштонас, Зарасай, Качергине, Кулаутува, Лампеджяй, Ликенай, Паланга, Панямуне. В 1940 в список курортных мест также внесли Алитус, Бубяй, Варена II, Панеряй, Пасвалис, Тракай, Швенченеляй, Швянтойи, Юодшиляй.
В Литовской ССР существовало четыре курорта Всесоюзного значения — Бирштонас, Друскининкай, Ликенай, Паланга.
После восстановления независимости в 1990 году официального статуса курорта не существовало. В 2001 году был утверждён закон с перечислением курортов и курортных территорий.